# 黑馬探戈
黑馬探戈，又名墨西哥防禦，是國際象棋開局印度防禦的一種，走法為：1.d4 Nf6 2.c4 Nc6